# Westcliffe
Westcliffe é uma cidade  localizada no estado americano do Colorado, no Condado de Custer.

## Demografia
Segundo o censo americano de 2000, a sua população era de 417 habitantes.
Em 2006, foi estimada uma população de 456, um aumento de 39 (9.4%).

## Geografia
De acordo com o United States Census Bureau tem uma área de
2,9 km², dos quais 2,9 km² cobertos por terra e 0,0 km² cobertos por água. Westcliffe localiza-se a aproximadamente 2398 m acima do nível do mar.

## Localidades na vizinhança
O diagrama seguinte representa as localidades num raio de 40 km ao redor de Westcliffe.